# Мобільний переклад
Мобільний переклад (Mobile Translation)  –   служба машинного перекладу для 
портативних пристроїв (hand-held devices), включно з мобільними телефонами та кишеньковими ПК. Його робота базується на комп'ютерному програмуванні в області комп'ютерної лінгвістики та засобах зв'язку пристрою 
(підключення до Інтернету або SMS). Даний сервіс забезпечує користувачів портативних пристроїв миттєвим машинним перекладом з однієї природної мови на іншу за допомогою спеціальних програмних і технічних засобів. 
Мобільний переклад є частиною нової лінійки послуг, що надаються користувачам мобільного зв'язку, включно з такими послугами як локальне позиціювання (послуги GPS), електронний гаманець (мобільний банкінг), сканування візитних карток / штрих-кодів / текстів і т.д.

## Історія
Система перекладу, яка дозволила японцям 
спілкуватися з іноземцями через мобільний телефон, 
була вперше розроблена в 1999 році в японському науково-дослідному інституті  (Advanced Telecommunications Research Institute International-Interpreting Telecommunications Research Laboratories), що знаходиться в науковому містечку Kansai. Слова, що надходять до мобільного пристрою, перекладаються, потім передаються уже на мові перекладу (target language) як голосове повідомлення на мобільний телефон іншого користувача.
Програмне забезпечення для кишенькових пристроїв з можливостями перекладу  введеного користувачем тексту, SMS і електронної пошти, було розроблене компанією Transclick й надійшло в продаж у 2004 році.
У листопаді 2005 року, ще одна японська компанія, NEC Corporation, 
заявила про розробку системи перекладу, яка може бути завантажена 
до мобільних телефонів. Ця мобільна система перекладу може розпізнати 50000 
японських слів і 30000 англійських слів, а також може бути використана для простих 
перекладів під час подорожі.  Тим не менш, це не сталося до січня 2009 року, коли NEC Corporation офіційно продемонструвала свій продукт. 
Технічний прогрес та мініатюризація обчислювальних і комунікаційних пристроїв зробило можливим використання мобільних телефонів у процесі вивченні мови. Серед ранніх проектів були іспанські навчальні програми, які включали практику словникового запасу, вікторини, слова й вирази для перекладу. Незабаром після того, були розроблені проекти для викладання англійської мови в японському університеті за допомогою мобільних телефонів. До 2005 року проекти були націлені на надання словникових інструкцій під час обміну SMS-повідомлень. Аналогічна програма була 
створена для вивчення італійської мови в Австралії. Словникові вирази, вікторини, і короткі речення відправлялися через SMS. 
Тепер, Google Translate є лідером серед онлайн перекладачів [джерело?] . InfoScope, який являє собою портативний пристрій, складається з цифрової камери і має бездротовий доступ до мережі Інтернет, розроблений в дослідницькому центрі Almaden компанії  IBM.

## Сучасні технології
Перекладач Google є одним із найпопулярніших перекладацьких послуг. Дивіться також Infoscope, який є портативним пристроєм, що складається з цифрової камери та бездротового доступу до Інтернету, розроблений у дослідницькому центрі IBM в Алмадені.
Ili — це портативний пристрій, який може забезпечити миттєвий переклад аудіо з однієї мови на іншу; він забезпечує лише переклад з англійської на японську або китайську.
One2One — це прототип, який не покладається на підключення до Інтернету для функціонування. Він може надавати аудіо переклад вісьмома мовами.
Pixel Buds — це пристрій від Google, який може забезпечувати переклад аудіо в режимі реального часу більш ніж 40 мовами.

## Конкретика
Для того, щоб  послуга машинного перекладу підтримувалась, мобільний пристрій повинен мати можливість "спілкуватися" з зовнішніми комп'ютерами (серверами), які отримують введений користувачем текст / мову, перекласти його і відправити його назад користувачеві. Зазвичай це робиться через підключення до мережі Інтернет (WAP, GPRS, EDGE, UMTS, Wi-Fi) , але деякі більш ранні додатки використовували послугу SMS для зв'язку з сервером перекладу.
Мобільний переклад не слід плутати з  словниками, які можуть бути відредаговані користувачем, і розмовниками, які вже широко поширені і доступні для багатьох портативних пристроїв і зазвичай не вимагають підключення до Інтернету на мобільному пристрої.

## Особливості
Мобільний переклад може включати в себе ряд додаткових допоміжних корисних функцій. У той час як користувач може вводити текст за допомогою клавіатури пристрою, вони можуть також використовувати вже наявний текст у вигляді електронної пошти або SMS-повідомлення, отримані  пристроєм користувача (електронна пошта / SMS переклад). Крім того,  можна відправити перекладене повідомлення, яке містить вихідний текст, а також переклад.
Деякі додатки для мобільних перекладів  також пропонують додаткові послуги, які сприяють та полегшують  процес комунікації. Наприклад:
- генерація мови (синтез мови)  –  (перекладений) текст може бути перетворений у природну мову (за допомогою комп'ютера, що передає  голос носія мови, на яку здійснюють переклад);
- розпізнавання мови  –  користувач може говорити з пристроєм, який записуватиме мову і відправлятиме її на перекладацький сервер  для перетворення  в текст перед здійсненням перекладу;
- переклад зображення  –   користувач може зробити знімок (використовуючи камеру пристрою) деякого друкованого тексту (дорожній знак, меню ресторану,  сторінки книги і т.д.), а  додаток відправляє його на  сервер, який застосовує технологію оптичного розпізнавання символів (OCR),  повертає його користувачеві для редагування (якщо  необхідно), а потім перекладає його на вибрану мову.
- інтерпретація голосу  –  користувач може вибрати потрібну комбінацію мов, а потім підключитися автоматично до живого перекладача.

## Підтримка мов
Останнім часом спостерігається значне збільшення числа мовних 
пар, пропонованих для автоматичного перекладу на мобільних пристроях. В той час, коли 
японські провайдери традиційно пропонують крос-переклад для  
японської, китайської, англійської і корейської мов, інші можуть запропонувати переклад з і на більш ніж 20 мов, або більше 200 мовних пар, в тому числі більшість латинських мов.
Генерація мови, проте, обмежується меншою частиною вищезгаданих мов, включно з англійською, іспанською, італійською, французькою, китайською і т.д. Переклад зображення залежить від доступних до розпізнавання мов.

## Переваги
Портативний автоматизовний переклад в режимі реального часу  має 
ряд практичних застосувань і переваг. 
- Мобілізація людського перекладу: люди-перекладачі можуть використовувати мобільні засоби  будь-коли і будь-де. Більше не доводиться працювати  на комп'ютерних програмах, щоб здійснювати переклад.
- Подорожі: в режимі реального часу мобільний переклад може допомогти людям бути зрозумілими і зрозуміти інших, під час візиту іншомовної країни.
- Бізнес-мережа: Проведення дискусій з (потенційними) іноземними клієнтами за допомогою мобільного перекладу економить час і фінанси. У режимі реального часу мобільний переклад є набагато дешевшою альтернативою багатомовним колл-центрам, де працюють люди-перекладачі.
- Глобалізація соціальних мереж: Мобільний переклад дозволяє спілкуватися в чаті і обмінюватися текстовими повідомленнями з друзями на міжнародному рівні. Нових друзів можна віднайти шляхом подолання мовного бар'єру.
- Вивчення іноземної мови: Вивчення іноземної мови може бути простіше і дешевше завдяки  мобільним пристроям. Статистичні дані показують , що більшість студентів мають мобільні телефони , і вважають , що вивчення іноземної мови за допомогою мобільного телефону виявляється дешевшим , ніж за допомогоюПК. Крім того, мобільність (легкість і невеликий розмір)  телефонів робить його зручним інструментом для вивчення іноземної мови; учні можуть навчатися за межами класної кімнати  будь-де і найбільш зручний для них час.

## Проблеми та недоліки
Успіхи мобільних технологій і надання послуг машинного перекладу допомогли зменшити або навіть усунути деякі з недоліків мобільного перекладу, такі як зменшений розміру екрану мобільного пристрою, набір тексту одним пальцем тощо. Нові  портативні пристрої оснащені QWERTY клавіатурою і / або сенсорним екраном, а також мають функцію розпізнавання рукописного тексту, яка значно підвищує швидкість набору тексту. Після 2006 року більшість нових мобільних телефонів і пристроїв оснащувалися великими екранами з великою роздільною здатністю 640 х 480 , 854 х 480 , або навіть 1024 х 480 пікселів.
Завдяки цьому користувач отримав досить видимий простір для читання / запису великих текстів. У 2011 році компанія myLanguage через мобільний додаток Vocre запропонувала так звану технологію гібридного перекладу,   через  яка базується в значній мірі на мовних даних . 
Проте, найбільш важливим завданням, що стоїть перед мобільною індустрією у сфері перекладу -  лінгвістична і комунікативна якість перекладів. Хоча деякі постачальники стверджують, що досягли  95% точності, маючи власну технологію, яка здатна до "розуміння" ідіом і  жаргону та сленгу, машинний переклад, як і раніше залишається низькоякісним, в порівнянні з людським перекладом. Його слід використовувати з обережністю, якщо переклад вимагає конкретики.
Ще один недолік, який потребує уваги, це умова стабільного з'єднання з Інтернетом на мобільному пристрої користувача. Оскільки метод SMS-з'єднання з перекладацьким сервером  виявився менш ефективним  через обмеження довжини повідомлення (160 символів) і більш високу вартість SMS в порівнянні з ціною інтернет-трафіку  –  підключення до Інтернету на мобільних пристроях є необхідністю й умовою, хоча покриття в деяких позаміських районах залишається нестабільним.